# 1093
| 1093               |
| ------------------ |
| Dødsfald - Fødsler |
| • Begivenheder     |

| Gregoriansk kalender | 1093 MXCIII             |
| Ab urbe condita      | 1846                    |
| Armensk kalender     | 542 ԹՎ ՇԽԲ              |
| Kinesiske kalender   | 3789 – 3790 壬申 – 癸酉 |
| Etiopisk kalender    | 1085 – 1086             |
| Jødisk kalender      | 4853 – 4854             |
| Hindukalendere       |                         |
| - Vikram Samvat      | 1148 – 1149             |
| - Shaka Samvat       | 1015 – 1016             |
| - Kali Yuga          | 4194 – 4195             |
| Iransk kalender      | 471 – 472               |
| Islamisk kalender    | 486 – 487               |

Konge i Danmark: Oluf Hunger 1086-1095
Se også 1093 (tal)

## Dødsfald
- Olav Kyrre, norsk konge